# Bukkehøe
De Bukkehøe is een berg behorende bij de gemeente Lom in de provincie Oppland in Noorwegen. De berg, gelegen in Nationaal park Jotunheimen, heeft een hoogte van 2314 meter.
De Bukkehøe is onderdeel van het gebergte Jotunheimen.